# 신임장교 지휘참모과정
신임장교 지휘참모과정(Officer Basic Course, OBC)은 장교가 소위로 임관하자마자 입소하는 교육과정이다. 주로 소대장으로서의 임무를 수행할 때 필요한 분야를 배우고 익히는 곳이며 신임장교 지휘참모과정을 수료해야 자대에 배치될 수 있다. 소대장으로서의 임무를 수행할 때 필요한 분야 이외에도 장교 본인의 병과 훈련도 병행한다. 따라서 신임장교 지휘참모과정에서 퇴교를 당할 경우 현역부적합심의 대상이 된다.
각 병과별로 병과학교에 입교하지만 자대가 기계화보병사단일 경우 자대가 보병임에도 기계화학교에 입교하여 신임장교 지휘참모과정을 이수하게 된다. 특전사, 특공연대, 수색대대의 경우에는 특수전학교로 파견되어 위탁교육을 받게 된다.
신임장교 지휘참모과정 학생장교는 소위 자원으로 분류되기 때문에 의무복무자로 간주함과 실제 야전/실무부대 경험이 없기 때문에 생활관에서 내무생활을 한다.
평점은 합격, 불합격 분류되며 여기에서 불합격의 성적을 받은 학생장교는 '장교자질 부족'의 사유로 현역부적합 심의 대상이 된다.

## 같이 보기
- 대위 지휘참모과정